# Rugosidad (hidráulica)
La rugosidad de las paredes de los canales y tuberías es función del material con que están construidos, el acabado de la construcción y el tiempo de uso. Los valores son determinados en mediciones tanto de laboratorio como en el campo. Es significativa, como se puede ver a continuación, la variación de este parámetro fundamental para el cálculo hidráulico por un lado, y para el buen desempeño de las obras hidráulicas por otro.

## Coeficiente m para lafórmula de Bazin
Para la fórmula de Bazin los valores son:
| Clase | Naturaleza de las paredes | m    |
| 1     | - Canales con paredes de hormigón alisado con mortero - Canales con paredes de madera cepillada sin rajaduras - Canales con paredes de acero Con largos trechos rectos y curvas amplias - Tuberías de fibrocemento nuevo | 0,06 |
| 2     | Ídem pero con curvas no muy amplias y bien ejecutadas | 0,10 |
| 3     | - Canales con paredes de hormigón alisado con mortero pero no totalmente lisas, pequeñas salientes en las juntas - Canales con paredes de madera cepillada con algunas rajaduras - Canales revestidos con ladrillos y piedras cuadradas - Tuberías de hierro fundido nuevas | 0,16 |
| 5     | - Tuberías de hormigón bien alisado, diámetros mayores a 40 cm. - Tuberías en hierro fundido, en servicio corriente de cualquier diámetro. | 0,23 |
| 6     | - Canales de concreto paredes no alizadas, con marcas dejadas por el encofrado - Canales con paredes de madera, con tablas poco alizadas, y ranuras entre las tablas - Canales de tierra, construcción bien acabada Las curvas de los canales son bastante amplias, agua no muy limpia y algunos depósitos de limo en el fondo - Tuberías de hierro fundido de muchos años de uso fuertemente incrustadas | 0,36 |
| 7bis  | Grandes canales con revestimiento en concreto mal acabado o deteriorado por el uso prolongado | 0.58 |
| 9     | - Canales en tierra construcción bastante bien hecha, algunos depósitos de arena u otro material menudo sobre el fondo y taludes lisos; o fondo sin depósito, y vegetación baja en las orillas - Canales con márgenes en ladrillo o piedra en malas condiciones y fondo fangoso | 1.00 |
| 12    | - Canales de tierra en completo abandono, con vegetación o con cascajo grueso en el fondo - Cursos de agua naturales en terrenos terroso | 2.50 |

Si se considera un canal de concreto, bien construido y con revestimiento nuevo, (por ejemplo sea un canal rectangular de 5 m de base y con un tirante de i m de agua) y se vuelve a analizar el mismo canal después de años de uso, sin un adecuado mantenimiento, su rugosidad podría fácilmente pasar de la clase 1 a la clase 7, lo que significaría que el canal podría transportar solamente el 32 % de su capacidad potencial, si estuviera en óptimas condiciones. Estos	aspectos deben ser considerados cuande se analizan posibles variantes de proyectos hidráulicos de grandes dimensiones desde el punto de vista de los impactos ambientales tenciales.

## Coeficiente m para lafórmula de Kutter
Para la fórmula de Kutter los valores son:
| Clase | Naturaleza de las paredes | m     |
| 1     | Canales con paredes de cemento, muy buen acabado, sección semicircular | 0.12  |
| 2     | Canales con paredes de cemento, muy buen acabado, sección rectangular | 0.15  |
| 3     | Tubos en hierro fundido nuevos, o de cemento bien alisados, con diámetro de por lo menos algunos decímetros                                                                                 | 0.175 |
| 6     | Tubos en hierro fundido, en uso corriente, (hasta dos años de funcionamiento), aguas limpias y de baja dureza.                                                                              | 0.275 |
| 7     | - Canales con paredes de muros bien construidos, curvaturas de regular amplitud, agua no muy limpia, depósitos de limo - Tuberías de Gres con varios años de uso, aguas turbidas o servidas | 0.35  |
| 8     | Tubos en hierro fundido, en uso desde varios años, aguas turbias | 0.375 |
| 9     | - Tubos de hierro fundido, en servicio desde muchos años, bastante incrustados, o con aguas sucias - Canales con paredes de cemento o muros en albañilería revestida                        | 0.45  |
| 12    | Canales con paredes en albañilería en mal estado, fango en el fondo | 1.00  |
| 15    | - Canales de tierra en completo abandono, con vegetación o con cascajo grueso en el fondo - Cursos de agua naturales en terrenos terroso                                                    | 2.50  |

## Coeficiente n para lafórmula de Manning
| Clase | Naturaleza de las paredes | n     |
| 1     | Canal revestido con losas de hormigón, teniendo juntas de cemento lisas y limpias, y una superficie lisa fratasada a mano y con lechada de cemento sobre la base de hormigón. | 0.012 |
| 2     | Canal de hormigón colocado detrás de un encofrado y alisado. | 0.014 |
| 3     | Zanja pequeña revestida de hormigón, recta y uniforme, con fondo ligeramente cóncavo, los lados y el fondo recubiertos con un depósito áspero. | 0.016 |
| 4     | - Revestimiento con concreto arrojado sin tratamiento de alisado. - Superficie cubierta con algas finas y el fondo con dunas de arena arrastrada. | 0.018 |
| 5     | Canal de tierra excavado en arcilla limosa, con depósitos de arena limpia en el centro y barro arenoso limoso cerca de los lados. | 0.018 |
| 6     | Revestimiento de hormigón hecho sobre roca y lava cortada, en excavación limpia, muy áspera y pozos profundos. | 0.020 |
| 7     | Canal de riego, recto en arena lisa y apretada fuertemente. | 0.020 |
| 8     | Revoque o repello en cemento, aplicado directamente a la superficie preparada del canal de tierra. Con pasto en los lugares rotos y arena suelta en el fondo. | 0.022 |
| 9     | Canal excavado en arcilla limo arenosa. Lecho parejo y duro. | 0.024 |
| 10    | Zanja revestida en ambos lados y en el fondo piedra partida acomodada en seco. | 0.024 |
| 11    | Canal excavado en colina, con la ladera superior cubierta de raíces de sauces y la ladera inferior con muros de hormigón bien ejecutado. Fondo cubierto con grava gruesa. | 0.026 |
| 12    | Canal con fondo de guijarros, donde hay insuficiente sedimento en el agua, o velocidad muy alta que impide la formación de un lecho liso y nivelado. | 0.028 |
| 13    | Canal de tierra excavado en suelo arcillo-arenoso aluvial, con depósitos de arena en el fondo y crecimiento de pastos. | 0.029 |
| 14    | Canal en lecho de guijarros grandes. | 0.030 |
| 15    | Canal natural algo irregular en sus pendientes laterales; con fondo algo uniforme, limpio y regular; en arcilla arenoso gris claro a limo gredoso de color marrón claro; con poca variación en la sección transversal. | 0.035 |
| 16    | Canal en roca excavado con explosivos. | 0.040 |
| 17    | Zanja de arcilla y greda arenosa; pendiente lateral, fondo y secciones transversales irregulares, pastos en los lados. | 0.040 |
| 18    | Canal dragado, pendientes laterales y fondo irregulares en arcilla negra plástica en la parte superior y en el fondo arcilla, los lados cubiertos con pequeños arbolitos y arbustos, variación pequeña y gradual en la sección transversal. | 0.045 |
| 19    | Canal dragado, con pendiente lateral y fondo muy irregular, en arcilla plástica de color obscuro, con crecimiento de pasto y musgo. Pequeñas variaciones en la forma de la sección transversal para la variación en tamaño. | 0.050 |
| 20    | Zanja en arcilla muy arenosa; Lado y fondo irregulares; prácticamente toda la sección llena con árboles de gran tamaño, principalmente sauces y algodoneros. Sección transversal bastante uniforme. | 0.060 |
| 21    | Canal dragado en arcilla resbaladiza negra y greda arcillo-arenosa gris, lados y fondo irregular recubierto con crecimiento denso de arbustos de sauces, algunos en el fondo; el resto de las laderas cubierto con pastos y crecimiento espaciado de sauces y álamos sin follaje; algún depósito en el fondo.                                                    | 0.080 |
| 22    | Igual que (21) pero con mucho follaje. | 0.110 |
| 23    | Canales naturales en crecida en arena fina media a arcilla fina, sin pendientes laterales; fondo adecuadamente parejo y regular con ocasionales hoyas planas; variación en profundidad; maderas prácticamente vírgenes, muy poco crecimiento inferior excepto manchas densas ocasionales de ramaje y árboles pequeños, algunos troncos y árboles caídos muertos. | 0.125 |
| 24    | Rio natural en suelo de arcilla arenosa. Curso muy sinuoso, pendiente lateral irregular y fondo desparejo. Muchas raíces árboles y ramas, grandes troncos y otros residuos sobre el fondo. Hay árboles cayendo continuamente en el canal debido a la erosión de las márgenes.                                                                                    | 0.150 |

Fuente: Ven te Chow, Hidráulica de los canales abiertos. ISBN 968-13-1327-5

## Coeficiente K para lafórmula de Strickler
| Clase | Naturaleza de las paredes                                                                           | K      |
| A     | Tuberías                                                                                            | .      |
| .     | bronce liso                                                                                         | 77-111 |
| .     | acero soldado                                                                                       | 71-100 |
| .     | acero remachado                                                                                     | 59-77  |
| .     | hierro fundido, revestido                                                                           | 71-100 |
| .     | hierro fundido, no revestido                                                                        | 63-91  |
| .     | hierro                                                                                              | 67-83  |
| .     | hierro galvanizado                                                                                  | 59-77  |
| .     | vidrio                                                                                              | 77-111 |
| .     | cemento alisado                                                                                     | 77-100 |
| .     | hormigón acabado                                                                                    | 71-91  |
| .     | hormigón no acabado                                                                                 | 63-83  |
| .     | gres                                                                                                | 59-91  |
| B     | Canales revestidos                                                                                  | .      |
| .     | concreto sobre excavación en roca                                                                   | 45-59  |
| .     | piedra cementada                                                                                    | 33-59  |
| .     | muro seco                                                                                           | 29-43  |
| .     | asfalto                                                                                             | 63-77  |
| .     | fondo con grava y paredes de hormigón                                                               | 40-59  |
| C     | Canales no revestidos                                                                               | .      |
| .     | en tierra con trazado regular                                                                       | 33-63  |
| .     | en tierra, sinuosos y lentos, sin vegetación                                                        | 33-43  |
| .     | en tierra, sinuosos y lentos, con abundante vegetación                                              | 25-33  |
| .     | en roca con forma regular                                                                           | 25-40  |
| .     | en roca con forma irregular                                                                         | 20-29  |
| .     | en tierra, en mal estado y con abundante vegetación                                                 | 8-20   |
| D     | Cursos de agua naturales                                                                            | .      |
| .     | pequeños cursos de agua en zonas planas, limpios, rectos y sin estancamientos de agua               | 30-40  |
| .     | pequeños cursos de agua en zonas planas, limpios, sinuosos y con estancamintos de agua              | 22-30  |
| .     | tramos lentos, con vegetación (pastos) y estanques profundos                                        | 13-20  |
| .     | tramos con mucha hierba, estanques profundos, notablemente obstaculizados por árboles               | 7-13   |
| .     | ríos de montaña, con fondo de grava media y gruesa y pocas rocas, paredes laterales poco inclinadas | 20-33  |
| .     | ríos de montaña, con fondo de grava gruesa y rocas grandes, paredes laterales poco inclinadas       | 14-25  |
| E     | Áreas de expansión de cursos de agua                                                                |        |
| .     | con pasto                                                                                           | 20-40  |
| .     | con áreas cultivadas                                                                                | 20-50  |
| .     | con arbustos                                                                                        | 14-29  |
| .     | con muchos árboles                                                                                  | 8-13   |
| F     | Ríos grandes (ancho de la superficie del agua mayor a 30 m)                                         |        |
| .     | sección regular sin rocas o vegetación                                                              | 17-40  |
| .     | sección irregular                                                                                   | 10-29  |

Fuente: Nuovo Colombo - Manuale dell'Ingegnere - H-29